# Arriguttia bolivari
Arriguttia bolivari är en skalbaggsart som beskrevs av Martinez 1968. Arriguttia bolivari ingår i släktet Arriguttia och familjen Dynastidae. Inga underarter finns listade.